# هیلتسینگن
هیلتسینگن (به آلمانی: Hilzingen) یک شهر در آلمان است که در Konstanz واقع شده‌است. هیلتسینگن ۸٬۴۳۲ نفر جمعیت دارد.

## خواهرخوانده
شهرهای لیتزانو ین بلودره و اشتولپن خواهرخوانده‌های هیلتسینگن هستند.